# Günther Köberl
Günther Köberl (* 27. Jänner 1964 in Bad Aussee) ist ein österreichischer Politiker (ÖVP) sowie Hauptschullehrer. Er war von 2000 bis 2002 sowie von 2005 bis 2015 Mitglied des österreichischen Bundesrates. Dazwischen war er von 2002 bis 2005 Abgeordneter zum Steiermärkischen Landtag. 

## Ausbildung und Beruf
Köberl besuchte von 1970 bis 1974 die Volksschule in Bad Aussee und absolvierte danach von 1974 bis 1978 die örtliche Hauptschule. Er wechselte danach 1978 an das Bundesoberstufenrealgymnasium in Bad Aussee und legte dort 1982 die Matura ab. Danach besuchte Köberl 1982 die Pädagogische Akademie in Salzburg und schloss seine Berufsausbildung 1985 ab, wobei er die Lehramtsprüfung in den Fächern Mathematik, Technisches Werken und Informatik ablegte. Danach absolvierte Köberl im Jahr 1986 den Präsenzdienst und trat 1986 in den Dienst des Landes Oberösterreich. Er ist seit 1986 als Hauptschullehrer an der Hauptschule 2 in Bad Aussee beschäftigt. Des Weiteren war er vom 2. Jänner 1996 bis zum 13. Oktober 2000 Geschäftsführer der Bad Ausseer Kurbetriebsgesellschaft. 

## Politik und Funktionen
Günther Köberl wurde 1990 als Mitglied des Gemeinderates von Bad Aussee angelobt und stieg bereits im Jahr 1991 zum Vizebürgermeister seiner Heimatgemeinde Bad Aussee auf. Er war bis 1995 in diesem Amt tätig und wurde 1995 zum Bürgermeister gewählt. Nach den starken Gewinnen der SPÖ bei der Gemeinderatswahl in Bad Aussee verlor Köberl jedoch sein Amt als Bürgermeister und zog sich im Jahr 2000 wieder auf den Posten des Vizebürgermeisters zurück, den er bis 2006 innehatte. 
Daneben war Köberl vom 7. November 2000 bis zum 21. Jänner 2002 Mitglied des Bundesrates, bevor er am  22. Jänner 2002 für Hermine Pußwald in den Steiermärkischen Landtag nachrückte. Köberl gehörte dem Steiermärkischen Landtag bis zum 25. Oktober 2005 an und wechselte mit diesem Datum wieder in den Bundesrat. Er war dort Vorsitzender im Ausschuss für auswärtige Angelegenheiten und stellvertretender Ausschussvorsitzender im Ausschuss für Wissenschaft und Forschung. Nach der Landtagswahl in der Steiermark 2015 und der dadurch bedingten Neubesetzung der Bundesrats-Mitglieder durch den Steirischen Landtag schied Günther Köberl mit 15. Juni 2015 aus dem Bundesrat aus.
Köberl war innerparteilich von 1996 bis 2009 Landesparteiobmann-Stellvertreter der ÖVP Steiermark  und wurde 1994 zum Bezirksparteiobmann der ÖVP Bad Aussee gewählt. Er nennt die Bereiche Bildung, Infrastruktur und Wissenschaft als seine politischen Arbeitsschwerpunkte. 

## Privates
Köberl ist verheiratet und Vater von zwei Kindern. 